# Ellen Hoog
Ellen Marijn Hoog (Bloemendaal, 26 marzo 1986) è un'ex hockeista su prato olandese, vincitrice di due ori ed un argento olimpico.

## Palmarès
- Giochi olimpici

Pechino 2008: oro.
Londra 2012: oro.
Rio de Janeiro 2016: argento.
- Campionato mondiale

Madrid 2006: oro.
Rosario 2010: argento.
L'Aia 2014: oro.
- Hockey Champions Trophy

Rosario 2004: oro.
Canberra 2005: oro.
Amsterdam 2006: bronzo.
Sydney 2009: bronzo.
Nottingham 2010: argento.
Mendoza 2014: bronzo.
- Campionato europeo

Dublino 2005: oro.
Manchester 2007: argento.
Amstelveen 2009: oro.
Gladbach 2011: oro.
Boom 2013: bronzo.
Londra 2015: argento.